# 櫻康
櫻 康（さくら やすし、Yasushi Sakura、本名：小野寺 康（おのでら やすし）、1962年2月25日 - ）は、日本の作曲家、編曲家、ギタリスト。東京都中野区出身。武蔵野音楽学院プロ養成科卒業。

## 概要
漫画『3D-boys』の登場人物である佐久良康（さくらやすし）のモデルである。
歌物のポップ・ミュージックとCDによるサウンドドラマの劇伴音楽を手掛ける。特に漫画家内田一奈作品において、『INNOCENT』『ぼくはこのまま帰らない』の劇中音楽や挿入歌を手掛ける。またポリスターから発売された『ナーシサス・ブラックII』では主題歌を作曲。その他、劇団芝居の劇中音楽や歌手への楽曲提供を手掛けている。
姉の親友であった芸能事務所「サンディ」の社長奈美木映里の依頼で、制作だけでなく所属タレントのARCHEとKOUSAKUのボイストレーニングを手掛けている。また、その後発足された『AK LIVE』では楽曲提供と、初期と後期においてディレクションとサポートギタリストも担当。AK LIVEの活動では、ペンネームの櫻康は使わず本名を名乗っていたり、小野寺先生と呼称される。2001年からは自身のJ-POPユニットvachのサウンドメイキングとギタリストを務める。

## 来歴
幼少の頃からクラシック・ギターを習い始める。中学時代にフォークソングやロックに傾倒し、アコースティック・ギターやエレクトリック・ギターを手にする。また中学校時代に渋谷のヤマハ音楽教室にてドラムを習い、中高と吹奏楽部に所属しスネアドラムを担当する。10代の後半に芸能事務所に所属し、アイドルバンドで活動するが、限界を感じて武蔵野音楽学院プロ養成科に入学する。音楽学校ではジャズギターを専攻し寺分和之に師事、クラシックを田中雄一に師事する。卒業後はバンド活動で就業しながら音楽講師も務め。自身のユニット・vachのメンバー「vach yasu」として活動する傍ら、他の制作や指導も行う。元AK LIVEのDJ KOUSAKUとのつながりもあり、GOLDFISH RESCUE GANGのライブサポートも手掛けている。

## 参加作品
内田一奈アルバム参加作品
Le Beau Sound Collection 僕はこのまま帰らない（アニメイト・フィルム） 劇中音楽制作、挿入歌のギタリスト
INNOCENT（UBサウンドシステム） 劇中音楽制作、挿入歌作曲
ナーシサ・スブラックII（ポリスター） 主題歌作曲
AK LIVE CD作品
デビューシングル「No Fake c/w My Home Town」
デビューアルバムTUNING収録曲「On the Way」
シングル「Go! Go! Go! and Goes On!! c/w 同じ空の下」（テイチクD-POP）